# Bohdan Dobrzański

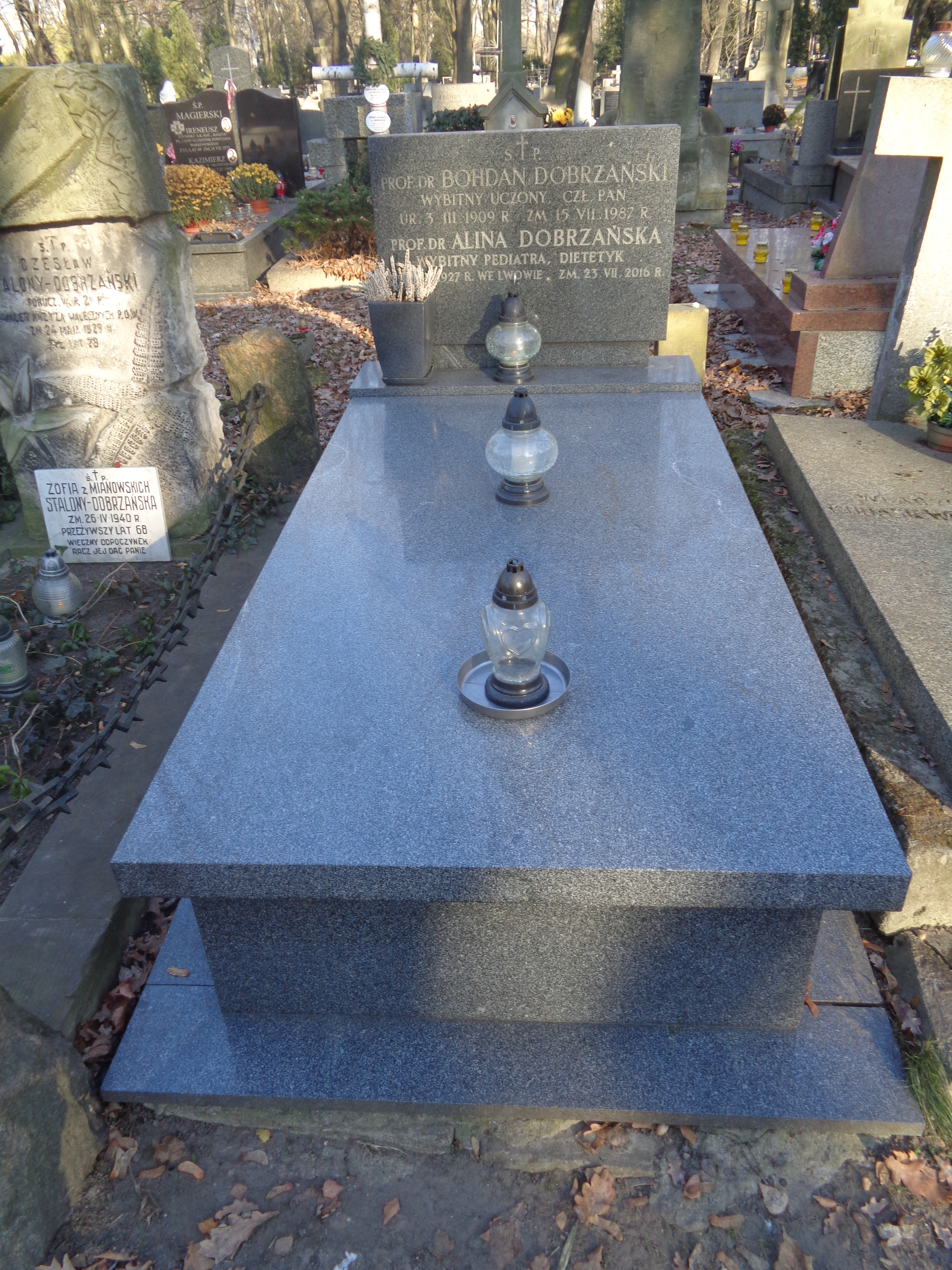
Grób Bohdana Dobrzańskiego na cmentarzu Wojskowym na Powązkach

Bohdan Dobrzański (ur. 3 marca 1909 w Strutynce w rejonie ananiwskim, zm. 15 lipca 1987 w Warszawie) – polski gleboznawca.

## Życiorys
Urodził się w rodzinie Stanisława Dobrzańskiego h. Leliwa, administratora majątków ziemskich, i Zofii z domu Mianowskiej. W 1922 razem z matką przeniósł się do Polski i zamieszkał w Puławach; ojciec zmarł podczas podróży na tyfus.
W 1929 ukończył szkołę średnią im. Czartoryskich i wyjechał do Lwowa, gdzie przez cztery lata studiował na Wydziale Rolno-Lasowym Politechniki Lwowskiej. Promotorem jego pracy dyplomowej był prof. Jan Żółciński; po jej obronie w 1933 rozpoczął pracę instruktora rolnego w Lwowskiej Izbie Rolniczej. Równolegle był asystentem w kierowanej przez prof. Arkadiusza Musierowicza Katedrze Gleboznawstwa i Chemii Rolnej Politechniki Lwowskiej z siedzibą w Dublanach koło Lwowa. W 1939 uzyskał stopień doktora nauk rolniczych, po wkroczeniu Armii Czerwonej pozostał na uczelni jako docent.
W 1941, po zajęciu Lwowa przez wojska hitlerowskie, przeniósł się na Podole, gdzie pracował w jednym z nadleśnictw. Pod koniec 1944 znalazł się w Rzeszowie, gdzie znalazł zatrudnienie w Izbie Rolniczej, w której organizował kursy rolne.
Po zakończeniu wojny zamieszkał w Warszawie; otrzymał stanowisko adiunkta w Katedrze Gleboznawstwa Szkoły Głównej Gospodarstwa Wiejskiego. Równolegle dojeżdżał do Rzeszowa, gdzie od 1945 był dyrektorem Izby Rolniczej. W 1946, po przeniesieniu się prof. Jana Tomaszewskiego do Wrocławia, na Uniwersytecie Marii Curie-Skłodowskiej zwolniło się stanowisko kierownika Katedry Gleboznawstwa na Wydziale Rolnym; Bohdan Dobrzański objął je w charakterze zastępcy profesora. Równocześnie został kuratorem Katedry Nawożenia i Żywienia Roślin; stanowisko to zajmował do 1949. W 1949 przedstawił pracę dotyczącą gleb lessowych północnej krawędzi Podola i ich właściwości, i uzyskał stopień doktora habilitowanego. W 1951 został profesorem nadzwyczajnym, a w 1956 profesorem zwyczajnym. W 1955 powierzono mu organizację Wyższej Szkoły Rolniczej, która powstała z Wydziału Rolnego, Weterynaryjnego i Zootechnicznego UMCS. Przez kolejne cztery lata pełnił tam funkcję rektora. Doprowadził do powstania w 1955 pierwszej w Polsce Katedry Gleboznawstwa na Wydziale Biologii i Nauk o Ziemi Wyższej Szkoły Rolniczej w Lublinie. W tym samym czasie stworzył i kierował Pracownią Gleboznawstwa Melioracyjnego w Instytucie Melioracji i Użytków Zielonych w Lublinie. Od 1957 przez pięć lat był zastępcą sekretarza Wydziału V Polskiej Akademii Nauk.
W 1960 został członkiem korespondentem Polskiej Akademii Nauk, w 1969 – członkiem rzeczywistym. Zainicjował powstanie w 1968 Instytutu Agrofizyki PAN w Lublinie, gdzie stworzył nowy kierunek badawczy, tj. fizyka roślin i płodów rolnych; kierował nim do 1980. W 1969 otrzymał funkcję zastępcy sekretarza generalnego Polskiej Akademii Nauk oraz przyjął propozycję objęcia stanowiska kierownika Katedry Gleboznawstwa SGGW, w związku z czym zamieszkał w Warszawie. W 1970 katedrę przekształcono w Instytut Gleboznawstwa i Chemii Rolnej; prof. Dobrzański kierował nim do 1979. Bohdan Dobrzański został powołany na członka honorowego Węgierskiej Akademii Nauk i Wszechzwiązkowej Rolniczej Akademii Nauk ZSRR oraz Rolniczej Akademii Nauk NRD. 
Był mężem Aliny z Chomickich (1927–2016), prof. dr. pediatry, dietetyka. 
Zmarł w Warszawie, pochowany na cmentarzu Wojskowym na Powązkach (kwatera B 20-8-5)

## Dorobek naukowy
Dorobek Bohdana Dobrzańskiego obejmuje ponad 350 publikacji, w tym ponad 160 prac badawczych. Dotyczyły one genezy i ewolucji gleb, a także wpływu człowieka na zmiany ich właściwości. Zajmował się również kartografią gleb, był współautorem wszystkich ważniejszych opracowań kartograficznych, które ukazały się w Polsce od 1949 do 1987. W 1968 stworzył i do 1987 kierował czasopismem Polish Journal of Soil Science. Współtworzył Tabelę Klas Gruntów oraz opracował kryteria waloryzacji rolniczej przestrzeni produkcyjnej, które posłużyły do stworzenia map glebowo-rolniczych użytków rolnych w różnych skalach.

## Ordery i odznaczenia
- Order Sztandaru Pracy I klasy
- Krzyż Komandorski Orderu Odrodzenia Polski
- Krzyż Kawalerski Orderu Odrodzenia Polski (30 września 1952)[6]
- Medal 10-lecia Polski Ludowej (29 lutego 1955)[7]

## Nagrody i wyróżnienia
- Państwowa Nagroda Naukowa III stopnia (zespołowa) w dziedzinie nauk rolniczo-leśnych za opracowanie mapy gleb polskich w skali 1:1 000 000[8]
- tytuł doktora honoris causa Wyższej Szkoły Rolniczej w Lublinie (1969)
- tytuł doktora honoris causa Uniwersytetu Marii Curie-Skłodowskiej w Lublinie (1980)
- tytuł doktora honoris causa Akademii Rolniczo-Technicznej w Olsztynie (1986)

## Upamiętnienie
- Patron Instytutu Agrofizyki PAN, którego był twórcą[9].
- Patron sali senatu Akademii Rolniczej w Lublinie; znajduje się tam popiersie prof. Dobrzańskiego.
- W budynku Katedry Gleboznawstwa jest umieszczona tablica poświęcona jego pamięci.
- Patron ulicy w dzielnicy Felin w Lublinie[10].